# Léa Drucker
Léa Drucker (Caen, 23 gennaio 1972) è un'attrice francese.

## Biografia
È la figlia primogenita di Jacques Drucker, professore di medicina, i cui genitori, nati in Austria-Ungheria, sono giunti in Francia nel 1925 e sono stati naturalizzati nel 1937, e di Martine Le Cornec, ex insegnante d'inglese al liceo Émile-Littré di Avranches, al collegio Le Clos tardif a Saint-James, al Liceo d'Europa a Dunkerque, che ora possiede una galleria d'arte a Vains, la galerie mlc.
È nipote dell'animatore televisivo Michel Drucker e del fondatore della rete televisiva M6 Jean Drucker, e cugina della giornalista Marie Drucker. 
Ha passato la giovinezza con la sua famiglia negli Stati Uniti d'America tra Washington, ove scoprì una sua passione per il pattinaggio su ghiaccio, Boston e le isole Chausey.
Scoprì la sua vocazione nel 1987, quando partecipò al club teatrale del Liceo Molière a Parigi. 

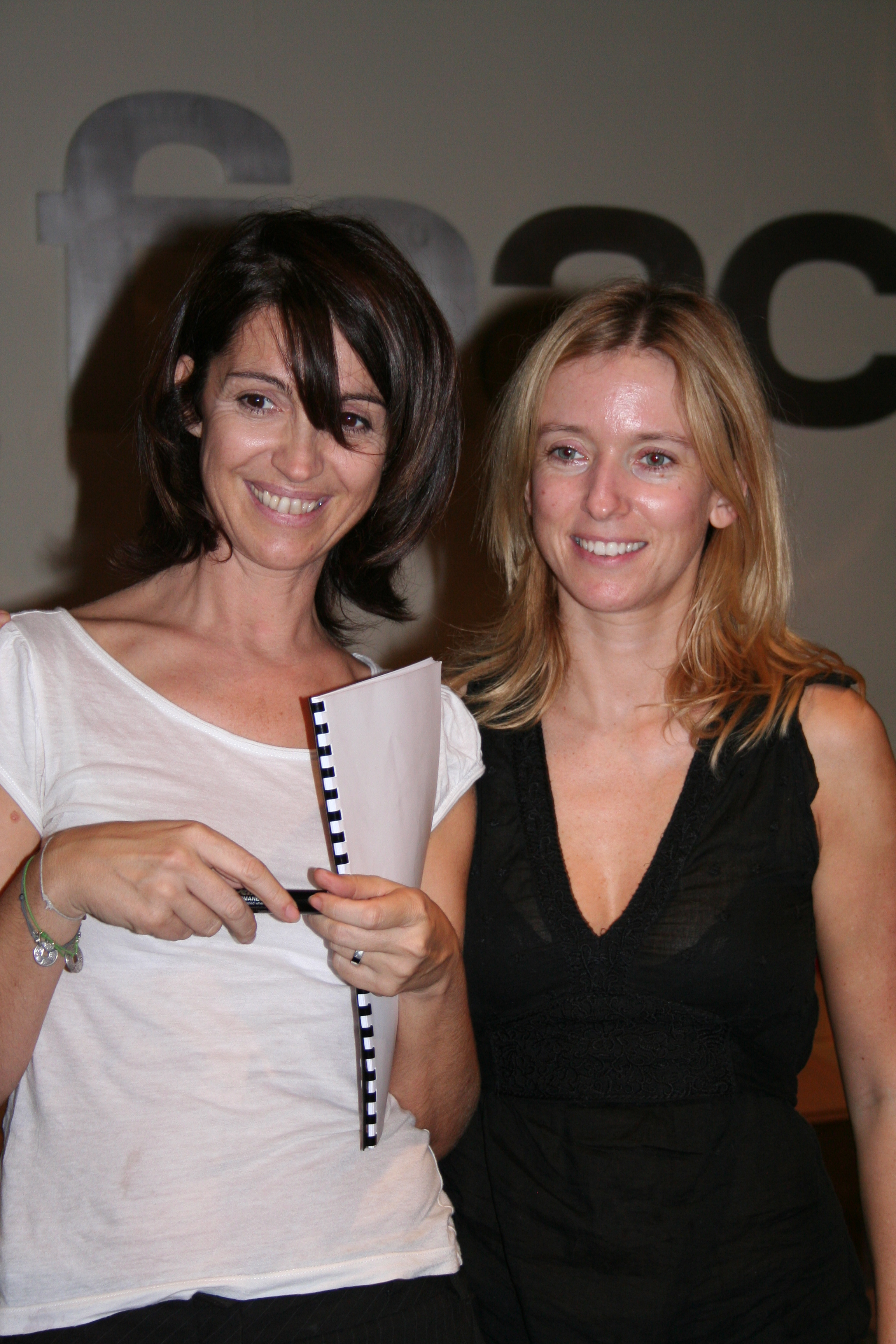
Zabou Breitman e Léa Drucker nel settembre 2006

Convive con Julien Rambaldi con cui ha avuto una figlia, Martha, nata l'11 luglio 2014.

## Filmografia

### Cinema
- La thune, regia di Philippe Galland (1991)
- Tableau d'honneur, regia di Charles Nemes (1992)
- Raï, regia di Thomas Gilou (1995)
- Assassin(s), regia di Mathieu Kassovitz (1997)
- Bouge!, regia di Jérôme Cornuau (1997)
- L'annonce faite à Marius, regia di Harmel Sbraire (1998)
- Fait d'hiver, regia di Robert Enrico (1999)
- Mes amis, regia di Michel Hazanavicius (1999)
- La vie ne me fait pas peur, regia di Noémie Lvovsky (1999)
- Peut-être, regia di Cédric Klapisch (1999)
- Un Pur Moment de Rock'n'Roll, regia di Manuel Boursinhac (1999)
- Chaos, regia di Coline Serreau (2001)
- Papillons de nuit, regia di John R. Pepper (2002)
- Febbre da rigore (3 zéros), regia di Fabien Onteniente (2002)
- Dans ma peau, regia di Marina de Van (2002)
- Filles perdues, cheveux gras, regia di Claude Duty (2002)
- Bienvenue au gîte, regia di Claude Duty (2003)
- Narco, regia di Tristan Aurouet e Gilles Lellouche (2004)
- Dans tes rêves, regia di Denis Thybaud (2005)
- Akoibon, regia di Édouard Baer (2005)
- Virgil, regia di Mabrouk El Mechri (2005)
- L'homme de sa vie, regia di Zabou Breitman (2006)
- Triplice inganno (Les brigades du Tigre), regia di Jêrôme Cornuau (2006)
- Tel père telle fille, regia di Olivier de Plas (2007)
- Le bruit des gens autour, regia di Diastème (2008)
- Coluche: l'histoire d'un mec, regia di Antoine de Caunes (2008)
- Cyprien, regia di David Charhon (2009)
- Pièce montée, regia di Denys Granier-Deferre (2010)
- Les meilleurs amis du monde, regia di Julien Rambaldi (2010)
- Pauline et François, regia di Renaud Fely (2010)
- Je me suis fait tout petit, regia di Cécilia Rouaud (2012)
- La Vérité si je mens! 3, regia di Thomas Gilou (2012)
- Je suis supporter du Standard, regia di Riton Liebman (2013)
- Le grand méchant loup, regia di Nicholas Charlet e Bruno Lavaine (2013)
- La chambre bleue, regia di Mathieu Amalric (2014)
- Arrêtez-moi là, regia di Gilles Bannier (2015)
- Des nouvelles de la planète Mars, regia di Dominik Moll (2016)
- L'affido - Una storia di violenza (Jusqu'à la garde), regia di Xavier Legrand (2017))
- Il professore cambia scuola (Les Grands Esprits), regia di Olivier Ayache-Vidal (2017)
- Synonymes, regia di Nadav Lapid (2019)
- Due (Deux), regia di Filippo Meneghetti (2019)
- Close, regia di Lukas Dhont (2022)
- Ancora un'estate (L'Été dernier), regia di Catherine Breillat (2023)
- Dossier 137, regia di Dominik Moll (2025)

### Televisione
- Le Bureau - Sotto copertura, (serie televisiva 2017 - 2020)
- War of the Worlds – serie TV (2019)

## Doppiatrici italiane
- Laura Boccanera in Triplice inganno
- Beatrice Margiotti ne L'affido - Una storia di violenza
- Tatiana Dessi ne Il professore cambia scuola
- Claudia Razzi ne Le Bureau - Sotto copertura
- Deborah Ciccorelli in War of the Worlds
- Angela Brusa in Due
- Chiara Colizzi in Ancora un'estate

## Riconoscimenti
- Premio Molière
  - 2001 – candidatura alla miglior attrice rivelazione ne Danny et la grande bleue
  - 2004 – candidatura alla miglior attrice rivelazione ne 84 Charing Cross Road
  - 2016 – candidatura alla miglior attrice ne  Un amour qui ne finit pas

- Premio Globes de cristal
  - 2007 – Premio come miglior attrice nel film L'Homme de sa vie

- Premio César
  - 2019 – Premio come miglior attrice nel film Jusqu'à la garde